# 慣性力
慣性力（かんせいりょく、英: inertial force）または見掛けの力（みかけのちから、英: fictitious force）は、非慣性系から見た運動を記述する運動方程式に現れる力である。

## 概要
物体がニュートンの運動方程式に従って運動するのは、その物体を慣性系から見た場合だけである。観測者が非慣性系にいる場合、すなわち観測者が慣性系に対して加速もしくは回転もしくはこの両方をしている場合には、慣性系から観測した場合に見られる力の他に、観測者の運動に依存した見掛け上の力が働く。この見掛けの力（英: fictitious force）を慣性力（英: inertial force）という。慣性力を導入することによって、非慣性系においてもニュートンの運動方程式を用いて物体の運動を記述することができる。非慣性系での運動を慣性系と同じようにニュートンの運動方程式を用いて記述できることは、ダランベールの原理によって保証される。
慣性力とそれ以外の力を区別するには、運動量が保存する系を知っている必要がある。作用反作用の法則によれば、真の力には必ず反作用が伴うが、慣性力には反作用が加えられる物体が存在しないため、反作用の存在によって慣性力とそれ以外を区別することができる。

## 並進と回転

左回りに回転する円盤の中心から等速度運動をする玉（上図）は、円盤上からは進行方向に対し右向きの力で曲げられたように見える（下図）。

慣性力は、慣性系に対する観測者の座標系の並進的加速によるものと、慣性系に対する観測者の座標系の回転によるものとに大別できる。一般の慣性力は観測者の座標系の慣性系に対する並進運動と回転運動の組み合わせによって説明される。
1. 観測者の座標系の並進的な加速によるもの
座標系の加速度と反対方向に、この加速度の大きさと各物体の質量との積の大きさの慣性力が観測される。
2. 観測者の座標系の回転によるもの
これはさらに3つに分類できる。
  1. 遠心力
座標の回転の中心から離れる向きに働く力として観測される。大きさは、物体の質量を m、座標系の回転の角速度を ω、物体と回転の中心との距離を r、観測者から見た物体の速さを v とすると、mrω2 もしくは mv2/r と表される。ベクトルでは回転中心からの回転座標系における位置を r とし、回転座標系の慣性系に対する角速度を ω とすれば
{\displaystyle {\boldsymbol {F}}=-m{\boldsymbol {\omega }}\times ({\boldsymbol {\omega }}\times {\boldsymbol {r}})=m\omega ^{2}{\boldsymbol {r}}-m{\boldsymbol {\omega }}({\boldsymbol {\omega }}\cdot {\boldsymbol {r}})} となる。
  2. コリオリの力
観測者が観測する物体の運動と直角をなす方向（回転が反時計回りなら物体の速度ベクトルに対して右向き、時計回りなら左向き）に働く力として観測される。先ほどの文字に加え、回転中心からの回転座標系における速度を v として、
{\displaystyle {\boldsymbol {F}}=-2m\,{\boldsymbol {\omega }}\times {\boldsymbol {v}}} と表される。
  3. オイラー力（座標の回転の角速度の変化による慣性力）
回転の中心から見た物体の位置ベクトルと垂直な方向に働く力として観測される。反時計回りに加速すると中心から見て右向きに、時計回りに加速すると左向きに働く。角速度の変化が大きいほど大きい慣性力が観測される。同じ記号を用いて、
{\displaystyle {\boldsymbol {F}}=-m{\tfrac {d{\boldsymbol {\omega }}}{dt}}\times {\boldsymbol {r}}} と表される。